# Sonja Kireta
Sonja Kireta (ur. 21 października 1976 w Zagrzebiu) – chorwacka koszykarka, występująca na pozycji środkowej, reprezentantka kraju.

## Osiągnięcia
Na podstawie, o ile nie zaznaczono inaczej.

### Drużynowe
- Mistrzyni:
  - Francji (2008)
  - Czech (2009)[3]
- Wicemistrzyni:
  - Hiszpanii (2005, 2012)
  - Francji (2006, 2007)
  - Turcji (2002)
  - Czech (2010)
  - Chorwacji (1999)
- Zdobywczyni pucharu:
  - Francji (2008)
  - Turcji (2002)
  - Czech(2010)
- Finalistka pucharu:
  - Francji (2006, 2007)
  - Czech (2009)
- Uczestniczka międzynarodowych rozgrywek:
  - Euroligi (2001/2002, 2003–2010, 2011/2012)
  - Eurocup (2010/2011, 2013/2014)
  - Pucharu Ronchetti (1993/1994, 1997–1999)

### Indywidualne
(* – nagrody przyznane przez portal eurobasket.com)
- Zaliczona do I składu ligi włoskiej (2013)*[4]

### Reprezentacja
- Mistrzyni igrzysk śródziemnomorskich (1997)
- Uczestniczka:
  - mistrzostw Europy (1995 – 8. miejsce, 1999 – 8. miejsce, 2007 – 13. miejsce)
  - kwalifikacji do Eurobasketu (1997, 1999, 2001, 2003)